# Beau Garrett
Beau Garrett (Beverly Hills, Kalifornia, 1982. december 28. –) amerikai színésznő, modell. 

## Fiatalkora és pályafutása
Kaliforniában, Topanga városban nőtt fel szüleivel és nővérével. A család számos kutyát tartott, a későbbi színésznő itt kedvelte meg a lovakat is.
Dolgozott a GUESS márkának az 1990-es évek végén, majd a Revlon kozmetikumok számára modellkedett Halle Berryhez és Eva Mendeshez hasonlóan.
Színészként a Végzetes kitérő című horrorfilmben debütált 2006-ban. Egy évvel később Frankie Raye-t alakította A Fantasztikus Négyes és az Ezüst Utazó című filmben.
2011-ben a Gyilkos elmék: Alapos Gyanú 12 epizódjában szerepelt.

## Filmográfia

### Film
| Év   | Magyar cím                              | Eredeti cím                               | Szerep                | Magyar hang        |
| ---- | --------------------------------------- | ----------------------------------------- | --------------------- | ------------------ |
| 2006 | Végzetes kitérő                         | Turistas                                  | Amy                   | Fésűs Bea          |
| 2007 |                                         | Unearthed                                 | Caya                  |                    |
| 2007 | Orosz rulett élőben                     | Live!                                     | Krista                |                    |
| 2007 | A Fantasztikus Négyes és az Ezüst Utazó | Fantastic Four: Rise of the Silver Surfer | Frankie Raye százados | Peller Anna        |
| 2008 | A boldogító talán                       | Made of Honor                             | Gloria                |                    |
| 2009 |                                         | Poolside (rövidfilm)                      | Lisa                  |                    |
| 2010 |                                         | Ivory                                     | Alicia                |                    |
| 2010 |                                         | Kalamity                                  | Alice                 |                    |
| 2010 | Tron: Örökség                           | Tron: Legacy                              | Gem                   |                    |
| 2012 | Szabadúszók                             | Freelancers                               | Joey                  | Bogdányi Titanilla |
| 2013 |                                         | Diving Normal                             | Ashton                |                    |
| 2014 |                                         | Lust for Love                             | Mila                  |                    |
| 2015 | Kupák lovagja                           | Knight of Cups                            | Beau                  |                    |
| 2015 |                                         | In Stereo                                 | Brenda Schiffer       |                    |

### Televízió
| Év        | Magyar cím                            | Eredeti cím                      | Szerep                | Megjegyzések                                                                            |
| --------- | ------------------------------------- | -------------------------------- | --------------------- | --------------------------------------------------------------------------------------- |
| 2004      | Tiszta Hawaii                         | North Shore                      | Natalia               | 1 epizód                                                                                |
| 2004      | Törtetők                              | Entourage                        | Fiona                 | 1 epizód                                                                                |
| 2005      |                                       | Head Cases                       | Fiona                 | 1 epizód                                                                                |
| 2007      | Futótűz                               | Wildfire                         | Lynnet                | 1 epizód                                                                                |
| 2009      |                                       | Empire State                     | Annabelle Maddox      | rövidfilm                                                                               |
| 2009      |                                       | Celebrities Anonymous            | Taylor                | eladatlan próbaepizód                                                                   |
| 2010      |                                       | Warren the Ape                   | Fresca                | 1 epizód                                                                                |
| 2010      | Doktor House                          | House                            | Valerie               | 1 epizód                                                                                |
| 2010      | Gyilkos elmék: Evolúció               | Criminal Minds                   | Gina LaSalle          | 1 epizód                                                                                |
| 2010      | Glades – Tengerparti gyilkosságok     | The Glades                       | Bailey Saunders       | 1 epizód                                                                                |
| 2011      | Gyilkos elmék: Alapos gyanú           | Criminal Minds: Suspect Behavior | Gina LaSalle          | főszereplő (13 epizód)                                                                  |
| 2011      |                                       | Memphis Beat                     | Claire Ryan           | 1 epizód                                                                                |
| 2011      | CSI: New York-i helyszínelők          | CSI: NY                          | Ali Rand              | visszatérő szerep (3 epizód)                                                            |
| 2011      | Chuck                                 | Chuck                            | szektavezér           | 1 epizód                                                                                |
| 2014      | Glee – Sztárok leszünk!               | Glee                             | Charlie Darling       | 1 epizód                                                                                |
| 2014–2018 |                                       | Girlfriends' Guide to Divorce    | Phoebe Conte          | főszereplő                                                                              |
| 2016      | Kitervelt románc                      | Love by Chance                   | Claire Michaels       | - tévéfilm - magyar hangja: - Solecki Janka                                             |
| 2016      |                                       | Longmire                         | Shawna Crawford       | 2 epizód                                                                                |
| 2017–2020 | Doktor Murphy                         | The Good Doctor                  | Jessica Preston       | - főszereplő (1. évad) - vendégszereplő (4. évad) - magyar hangja: - Kisfalvi Krisztina |
| 2019      | Az újonc                              | The Rookie                       | Denise                | 1 epizód                                                                                |
| 2019      |                                       | Capsized: Blood in the Water     | Deborah Scaling Kiley | tévéfilm                                                                                |
| 2021–2023 | Firefly Lane – Szentjánosbogár lányok | Firefly Lane                     | Cloud                 | főszereplő                                                                              |